# Super Mario Bros., le film
Cet article concerne le film d'animation de 2023. Pour le film en prises de vues réelles de 1993, voir Super Mario Bros. (film). Pour le film d'animation de 1986, voir Super Mario Bros.: Peach-Hime Kyushutsu Dai Sakusen!.
Pour les articles homonymes, voir Super Mario Bros. (homonymie).
Pour plus de détails, voir Fiche technique et Distribution.
Super Mario Bros., le film (The Super Mario Bros. Movie) est un film d'animation franco-américano-japonais réalisé par Aaron Horvath et Michael Jelenic (en) et sorti en 2023. Il fait partie de la franchise mettant en scène le personnage de Mario, héros de la série de jeux vidéo Super Mario de Nintendo.
À sa sortie, le film réalise le meilleur démarrage au box-office de l'histoire pour un film d'animation, avec près de 377 millions de dollars de recettes dès le premier week-end de projection. Il devance ainsi les résultats du premier week-end de La Reine des neiges 2, actuel plus gros succès de l'histoire du box-office mondial pour un film d'animation.
Une suite est en développement et est prévue pour avril 2026.

## Synopsis
Mario est un plombier âgé de 25 ans et son frère Luigi âgé de 24 ans. Ce sont deux frères qui vivent chez leurs parents, dans le quartier de Brooklyn à New York. Plombiers de métier, ils ont décidé de ne plus travailler avec leur ancien employeur Spike, qui les traite avec mépris, afin de fonder leur propre entreprise sous l'initiative de l'aîné. Après une première intervention chez de riches particuliers qui tourne à la catastrophe à cause de leur chien, leur père leur reproche d'avoir lâché un emploi stable, ainsi qu'à son fils aîné d'avoir entraîné son cadet dans cette situation. En apprenant à la télévision que la ville est inondée, les deux frères voient là une chance de devenir des héros. Ils se rendent tous deux dans un égout pour réparer la vanne de pression, mais échouent. En explorant le lieu, ils sont aspirés par un mystérieux tuyau vert et se retrouvent séparés, car Luigi est téléporté au Pays Noir, tandis que Mario atterrit au Royaume Champignon.
Sitôt séparé de son frère, Mario fait la connaissance de Toad, qui lui apprend qu'il se trouve au Royaume Champignon et que Luigi, au vu des informations données par le premier, a été entraîné sur le territoire du roi des Koopas : Bowser, qui cherche depuis des années à conquérir le royaume précité. Toad le conduit alors auprès de la Princesse Peach, en plein conseil de guerre : Bowser a en effet dérobé la Super Étoile possédée par le peuple des Pingouins et va tenter d'envahir le royaume grâce au pouvoir de celle-ci. Peach accepte l'aide de Mario, prêt à tout pour sauver son frère, et le teste sur un parcours d'obstacles tout en lui dévoilant les habilités que peuvent lui octroyer les power-ups comme les Super Champignons. De son côté, Luigi est capturé par les soldats de Bowser et emmené devant le chef des Koopas en personne. Amoureux d'elle et voulant la princesse pour lui-même, il n'accepte pas qu'un humain, de la même espèce qu'elle, la fréquente. Il soutire à Luigi ce qu'il sait sur Mario sans trop de difficultés, en raison de son caractère peureux, avant de le jeter aux oubliettes.
Mario, Peach et Toad se rendent ensemble auprès du royaume des Kong, dans le but d'obtenir une armée pour défendre le Royaume Champignon. En chemin, Peach révèle à Mario qu'elle est également arrivée accidentellement par un tuyau vert dans cet endroit quand elle était enfant. Élevée par les Toads, ils l'ont nommée princesse de leur royaume une fois adulte. Arrivés chez leurs hôtes, ils se voient initialement opposer une fin de non-recevoir par le roi Cranky Kong, mais ce dernier change d'avis, à condition que Mario batte son fils Donkey Kong lors d'un duel en ring. Alors que la situation est en sa défaveur, le plombier parvient grâce aux power-ups dispersés dans l'arène, à prendre le dessus et à battre le singe.
L'arrivée de Bowser étant imminente, Cranky Kong suggère de prendre le raccourci de la route arc-en-ciel pour se rendre au château de Peach à bord de karts pour prendre l'ennemi en embuscade. Mais une fois sur la route, l'embuscade est un désastre : l'ensemble de l'armée de Kong est capturé, Mario et Donkey Kong chutent de la route, atterrissent dans l'océan et seuls Peach et Toad parviennent à revenir au château. La princesse ordonne l'évacuation de la ville et se prépare à affronter Bowser seule. La forteresse volante des Koopas arrive peu après, Bowser la demande en mariage et menace de torturer Toad et de le tuer si elle refuse.
Après une dispute, Mario et Donkey Kong parviennent de leur côté à s'échapper du système digestif d'un poisson géant qui les avait avalés, retournent au château grâce à une pièce détachée du kart de Donkey et deviennent amis. Utilisant les différents power-ups qu'ils trouvent sur leur chemin, ils éliminent les membres de l'armée Koopa et arrivent au moment où Bowser allait jeter dans un lac de lave l'ensemble de ses prisonniers en hommage à Peach. La princesse absorbe simultanément une fleur de glace qui lui permet de congeler Bowser temporairement et de sauver les prisonniers. Luigi est sauvé par Mario alors qu'il allait tomber dans la lave : les deux frères se retrouvent. Furieux, Bowser envoie un Bill Bourrin géant détruire le château, mais Mario parvient à le diriger vers un tuyau vert, le faisant exploser dans le passage entre les mondes. Mais l'explosion dans ce lieu a pour conséquence d'absorber également la forteresse de Bowser et tous ses occupants, qui se trouvent téléportés à Brooklyn.
Aveuglé par la haine, la rage et sa volonté sans faille, Bowser tente de tuer Mario qui ne fait pas le poids face à lui. Peach, Toad et Donkey Kong viennent le défendre, mais se font eux aussi dominer par le chef des Koopas qui tente également de les tuer, en commençant par Donkey Kong avant de se rabattre sur Mario qui parvient à vaincre sa peur. Luigi vient en aide à son frère aîné et les deux finissent par absorber la Super Étoile. Grâce à l'invulnérabilité qu'elle leur confère, ils arrivent à vaincre le roi des Koopas et l'ensemble de son armée, sous les yeux des habitants de Brooklyn et de leurs parents. Vaincu, Bowser supplie Peach de lui donner une autre chance. Mais celle-ci, sachant parfaitement qu'il va réessayer de les tuer, ne se laisse pas berner par sa lâcheté et le miniaturise avec un mini-champignon. Ils l'enferment dans un bocal en verre, mettant un terme à sa menace. Acclamés par tous, les deux frères prennent la décision d'habiter dans le Royaume Champignon où ils reprennent leur activité de plombiers.
Scène inter-générique
Bowser chante au piano son obsession pour Peach avant d'être interrompu par un garde royal Toad, qui lui ordonne d'arrêter.
Scène post-générique
Dans les égouts de Brooklyn, un œuf blanc aux points verts commence à éclore. L'écran devient noir et la créature à l'intérieur prononce le mot : « Yoshi ».

## Fiche technique
Sauf indication contraire, les informations mentionnées dans cette section peuvent être confirmées par les bases de données cinématographiques IMDb et Allociné,  présentes dans la section « Liens externes ».
- Titre original : The Super Mario Bros. Movie
- Titre français : Super Mario Bros. le film
- Réalisation : Aaron Horvath et Michael Jelenic (en),
- co-réalisation : Pierre Leduc et Fabien Polack
- Scénario : Matthew Fogel, d'après la franchise Mario de Nintendo et les personnages créés par Shigeru Miyamoto
- Musique : Brian Tyler[3] et Kōji Kondō
- Direction artistique : Matthieu Gosselin
- Décors : Guillaume Aretos
- Montage : Eric E. Osmond
- Production : Chris Meledandri et Shigeru Miyamoto
  - Production déléguée : Shuntaro Furukawa
  - Production associée : Robert Taylor
- Sociétés de production : Illumination Studios Paris, Illumination Entertainment, Nintendo et Universal Pictures
- Société de distribution : Universal Pictures (États-Unis et France)
- Budget : 100 millions de $[4]
- Pays de production :  France /  États-Unis /  Japon
- Langue originale : anglais
- Format : couleur (ACES) — 35 mm (Super 35) / D-Cinema (Digital 3-D/Dolby Vision) - 1,78:1 / 2,39:1 — son Dolby Digital / DTS
- Genre : animation, aventures, comédie
- Durée : 92 minutes
- Dates de sortie[5] :
  - France, États-Unis : 5 avril 2023[6],[7]
  - Québec : 7 avril 2023
  - Japon : 28 avril 2023
- Classification :
  - États-Unis : tous publics avec parental guidance (accompagnement d'un adulte)[8]
  - France : tous publics[9]
  - Japon : tous publics[10]
  - Belgique : tous publics[11]
  - Québec : tous publics[12]

## Distribution

### Voix originales
- Chris Pratt : Mario
- Anya Taylor-Joy : Princesse Peach
- Charlie Day : Luigi
- Jack Black : Bowser
- Keegan-Michael Key : Toad
- Seth Rogen : Donkey Kong
- Fred Armisen : Cranky Kong
- Khary Payton : le roi des pingouins
- Sebastian Maniscalco : Spike
- Charles Martinet : le père de Mario et Luigi / Giuseppe
- Kevin Michael Richardson : Kamek
- Juliet Jelenic : Lumalee
- Rino Romano : Oncle Tony
- John DiMaggio : Oncle Arthur
- Jessica DiCicco : la mère de Mario / Pauline
- Eric Bauza : le général Toad
- Scott Menville : le général Koopa

 Sauf indication contraire, les informations mentionnées dans cette section peuvent être confirmées par la base de données cinématographiques IMDb,  présente dans la section « Liens externes ».

### Voix françaises
- Pierre Tessier : Mario
- Audrey Sourdive : Princesse Peach
- Benoît Du Pac : Luigi
- Jérémie Covillault : Bowser
- Emmanuel Garijo : Toad
- Xavier Fagnon : Donkey Kong
- Nicolas Marié : Cranky Kong
- Thierry Desroses : le roi des pingouins
- Boris Rehlinger : Spike
- Charles Martinet : Giuseppe / le père de Mario et Luigi
- Donald Reignoux : Kamek
- Kaycie Chase : Lumalee
- Marc Perez : Oncle Tony
- Mathieu Buscatto : Oncle Arthur
- Céline Monsarrat : la mère de Mario et Luigi
- Paul Borne : le général Toad
- Christophe Lemoine : le général Koopa
- Alexis Tomassian et Adrien Larmande : les Toads gardes du château de Peach
- Adrien Antoine : le Kong gardien
- Barbara Tissier : la cliente de la publicité / Toad client de la boutique d'antiquité
- Philippe Peythieu : la journaliste télé / Toad vendeur d'antiquités
- Jessie Lambotte : Pauline
- Virginie Émane : la propriétaire
- Dorothée Pousséo : le Toad posant une question à la Princesse /  le Toad garde calmant Bowser dans sa cage
- Emmanuel Curtil : le propriétaire / l'un des Koopa parlant à Bowser
- Guillaume Lebon : l'un des Koopa étonné par les décisions de Bowser / le Snifit amenant Luigi

Version française
- Adaptation des dialogues : Franck Hervé[13]

 Source et légende : version française (VF) sur RS Doublage et d'après le carton du doublage français cinématographique.

### Voix québécoises
- Philippe Martin : Mario
- Geneviève Bédard : la princesse Peach
- Nicolas Charbonneaux-Collombet : Luigi
- Louis-Philippe Dandenault : Bowser
- Benoît Brière : Toad
- Tristan Harvey : Donkey Kong
- Sébastien Dhavernas : Cranky Kong
- Sébastien Reding : le général Koopa et Diddy Kong
- Gilbert Lachance : Kamek
- Lily Rose Régnier : Chiko
- Alexandre Fortin : Spike
- Charles Martinet : Giuseppe et le père de Mario et Luigi
- Fayolle Jean Jr. : le roi des pingouins
- Marc Bellier : le général Toad
- Koriass : le rap des frères Mario
- Pascale Montreuil : la propriétaire
- Martin Watier : le propriétaire et un Skelerex
- Olivier Visentin : un Koopa

Version québécoise
- Adaptation des dialogues : Marie Frankland

 Source et légende : version québécoise (VQ) sur Doublage.qc.ca

## Production

### Genèse et développement

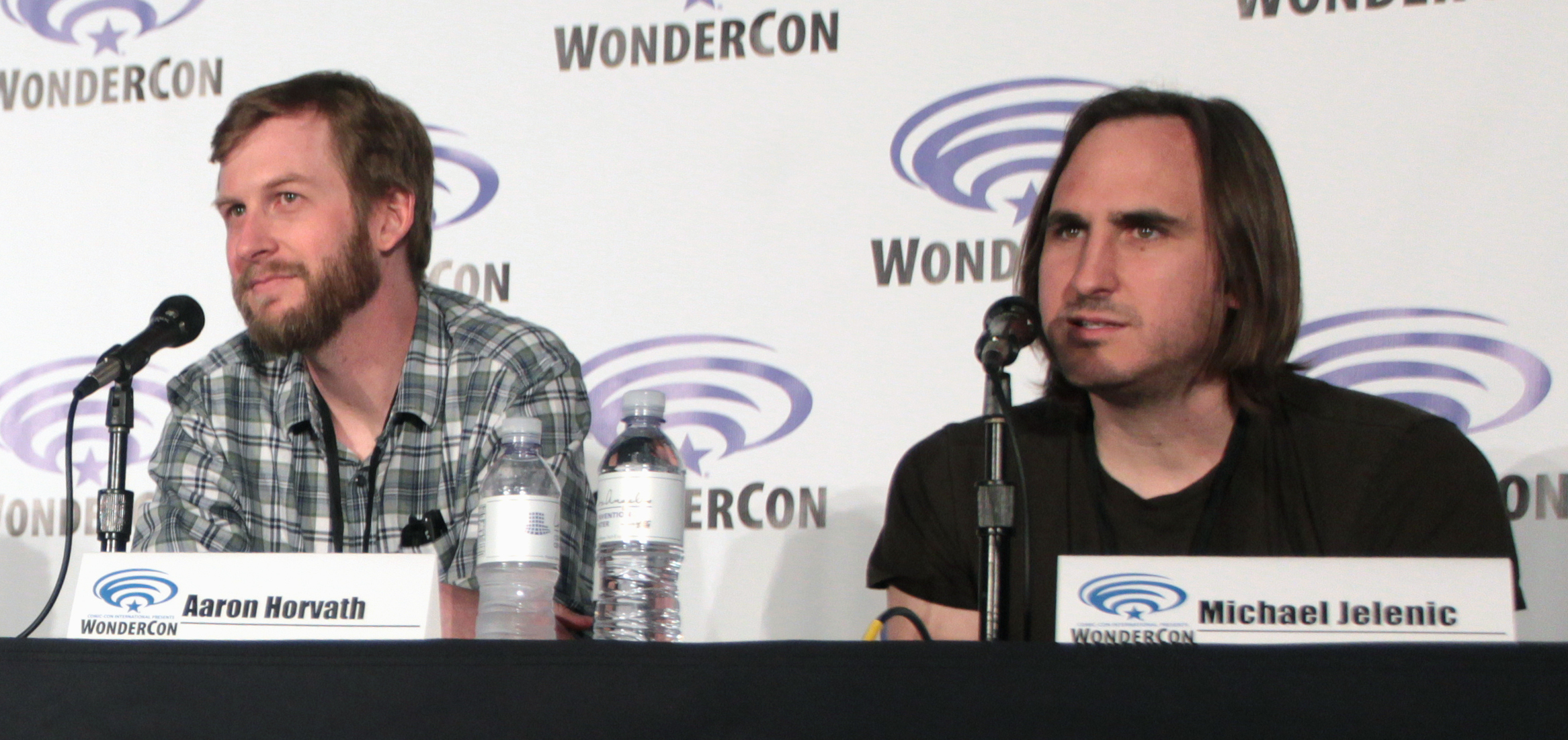
Les réalisateurs du film Aaron Horvath et Michael Jelenic.

Après les échecs critiques et commerciaux des films Super Mario Bros.: Peach-Hime Kyushutsu Dai Sakusen!  (1986) et Super Mario Bros. (1993), l'entreprise Nintendo devient méfiante sur les adaptations cinématographiques de ses licences. Selon Shigeru Miyamoto, créateur de Mario, l'idée d'un nouveau film est venue à la suite de l'intégration de leurs anciens jeux à la Console virtuelle et à d'autres services. Miyamoto ajoute que cela a fait prendre à conscience à Nintendo l'intérêt de développer d'autres contenus pour ces plateformes. Il précise que faire un film est quelque chose de très différent que de faire un jeu vidéo et avoue qu'il faudra des spécialistes pour faire un film.
Après le piratage de Sony Pictures Entertainment en novembre 2014, des mails échangés entre le producteur Avi Arad, la présidente du studio Amy Pascal, le président de TriStar Tom Rothman et la présidente de la production de Sony Pictures Animation Michelle Raimo Kouyate sont dévoilés. Ils montrent que Sony cherche à sécuriser les droits de la franchise Mario. Avid Arad se rend chez Nintendo à Tokyo en 2014. Amy Pascal suggère d'engager Genndy Tartakovsky pour aider au développement du projet, alors que Michelle Raimo Kouyate évoque la possibilité de faire trois ou quatre films. Cependant, après le piratage, Avi Arad déclare qu'aucun accord a été trouvé avec Nintendo.
Lorsque Nintendo collabore avec Universal Destinations & Experiences pour créer des attractions basées sur l'univers Mario, Shigeru Miyamoto rencontre Chris Meledandri, fondateur du studio d'animation Illumination Entertainment, propriété d'Universal Pictures. Shigeru Miyamoto se sent proche du processus créatif de Chris Meledandri et pense qu'il serait parfait pour faire un film Mario. Les discussions se concrétisent dès 2016. En novembre 2017, la collaboration entre Nintendo et Universal/Illumination est dévoilée dans la presse. Tatsumi Kimishima, alors président de Nintendo, précise cependant qu'aucun contrat n'a été signé mais qu'une annonce sera faite prochainement. Il ajoute qu'en cas d'accord, une sortie pour 2020 pourrait être envisagée.
En janvier 2018, Nintendo annonce que le projet est en développement, avec Shigeru Miyamoto et Chris Meledandri à la production. Chris Meledandri déclare ensuite que ce projet est la priorité du studio Illumination et qu'il devrait sortir en 2022. En janvier 2020, le président de Nintendo, Shuntaro Furukawa, affirme que le film « avance en douceur » et qu'il pourrait sortir en 2022. La production débute en septembre 2020.
En août 2021, il est révélé que le film sera réalisé par Aaron Horvath et Michael Jelenic, connu pour la série d'animation Teen Titans Go!. Matthew Fogel est ensuite annoncé comme scénariste.

### Choix des interprètes
En février 2021, Charles Martinet, voix de Mario dans les jeux vidéo, déclare qu'il adorerait participer à ce film. En août 2021, Sebastian Maniscalco annonce qu'il prêtera sa voix à Spike, un personnage apparu dans le jeu Wrecking Crew (1985).
Durant une présentation Nintendo Direct en septembre 2021, Shigeru Miyamoto annonce les acteurs anglophones qui prêteront leur voix au film : Chris Pratt, Anya Taylor-Joy, Charlie Day, Jack Black, Keegan-Michael Key, Seth Rogen, Kevin Michael Richardson, Fred Armisen, Sebastian Maniscalco et Charles Martinet dans des « caméos surprises ».
À l'occasion de la sortie de la première bande-annonce, plusieurs comédiens de doublage sont présentés pour la version française : Pierre Tessier (Mario), Christophe Lemoine (Bowser, il sera à partir de la 2e bande annonce remplacé par Jérémie Covillault), Donald Reignoux (Kamek) et Emmanuel Garijo (Toad). Devant l'engouement des fans pour ces voix et aussi grâce au buzz qu'a provoqué la prestation de Pierre Tessier face à celle de la VO de Mario, la production choisit de maintenir les comédiens dans leurs rôles pour le film, plutôt que de les remplacer par des star-talents (procédé marketing faisant venir des célébrités pour interpréter des personnages) comme c'est souvent le cas sur les films d'animation.

## Accueil

### Promotion
Le 4 octobre 2022, à travers son compte Twitter pour les États-Unis, Nintendo dévoile la première affiche promotionnelle du film. La publication fait l'annonce de la tenue du prochain Nintendo Direct, le 6 octobre suivant, afin de présenter la première bande-annonce du film d'animation.
Le 6 octobre 2022, lors de la diffusion d'un Nintendo Direct spécial, les premières images de ce qui constitue la première bande-annonce officielle du film sont diffusées, annonçant par la même occasion la sortie prochaine du dessin animé, alors prévu pour le 29 mars 2022. Dans cette bande-annonce, certains personnages sont révélés pour potentiellement faire partie de l'aventure. On retrouve évidemment Mario, mais également le personnage de Toad et de Luigi, ainsi que de l'antagoniste principal, Bowser, accompagné de Kamek.
Le 30 novembre 2022, une seconde bande-annonce sort sur les comptes YouTube d'Universal Pictures. Celle-ci présente de nouveaux personnages, parmi lesquels nous retrouvons Donkey Kong et la princesse Peach,. Cette bande-annonce est à l'origine diffusée la veille à l'occasion d'un autre Nintendo Direct, présenté par Shigeru Miyamoto.
En parallèle de la diffusion de la seconde bande-annonce, Nintendo et Illumination publient le même jour 6 affiches promotionnelles présentant les personnages de Mario, Luigi, Peach, Toad, Donkey Kong et Bowser dans des décors caractérisant leurs personnages respectifs,.
Pendant sa campagne de promotion aux États-Unis, une affiche promotionnelle animée en fausse 3D fut installée dans les rues de New-York, présentant Mario s'écharper avec une plante piranhas.
Le 8 décembre 2022, à l'occasion des Games Awards 2022 en Californie, la production du film a dévoilé de nouvelles images du film d'animation à travers un premier extrait. Celui-ci présente le royaume champignon avec les Toads dans leur quotidien. En suivant le personnage de Toad pour se rendre au château de la princesse Peach, Mario découvre ce monde et ses fonctionnements avec des éléments iconiques des jeux vidéo, tels que les tuyaux verts, les blocs à pièces ou encore les plateformes mouvantes jaunes.
Début février 2023, l'affiche officielle du film est révélée par Nintendo et Illumination,.
Lors de la diffusion de l'extrait n°3 pour la promotion du film, un lien web est identifiable dans la publicité. Celui-ci fait partie intégrante de la stratégie de promotion du film en renvoyant vers un réel site promotionnel (fictif) de l'entreprise de plomberie des Mario Bros.

### Accueil critique

#### Monde anglo-saxon
Dans le monde anglo-saxon, Super Mario Bros., le film reçoit de la part du site Metacritic la note de 46⁄100 pour un total de 52 critiques. L’agrégateur Rotten Tomatoes indique, quant à lui, un taux de satisfaction de 59 % et une note de 5,70⁄10 pour un total de 253 critiques. Le consensus des critiques est formulé ainsi :

« While it's nowhere near as thrilling as turtle tipping your way to 128 lives, The Super Mario Bros. Movie is a colorful -- albeit thinly plotted -- animated adventure that has about as many Nintendos as Nintendon'ts. »

— Consensus des critiques, Rotten Tomatoes

#### France
En France, le site Allociné donne la note de 3,1⁄5, après avoir recensé 22 critiques de presse.
La critique française est globalement positive à l'égard du film d'animation. Parmi les critiques les plus positives, on peut citer celle du Journal du Geek. Pour Arthur Nicolle, « it's a OUI ». Le critique souligne d'emblée que le film ne « massacre » pas la franchise et est un « hommage en bonne et due forme ». Les musiques originales des jeux sont ici utilisées comme de « véritables partitions orchestrales dignes des plus grands films épiques ». Le scénario est également mis en avant par le critique au point de proposer « l'adaptation parfaite ». Images, effets visuels, personnages, décors, mise en scène, prises de vues, etc., tout semble parfait aux yeux du critique. Ainsi que le doublage français du film. Soulignant la difficulté d'incarner la voix de personnage qui n'ont jamais véritablement parlé, le critique déclare que « trailers de Super Mario Bros., le film en version française nous auront fait rêver, et le résultat final est plus qu’à la hauteur ».
Pour le site Écran Large, Déborah Lechner résume sa critique ainsi : « Super Mario Bros., le film est tout ce qu'on peut attendre d'une adaptation de jeu vidéo réussie. S'il ne cherche pas forcément à sortir des tuyaux et ne prend pas vraiment de risques avec un scénario très balisé, le film n'en est pas moins énergique et généreux, soit tout ce qu'on a de plus en plus de mal à retrouver dans les blockbusters. ».
Benjamin Benoit (IGN France) trouve le film « bon » et résume sa critique avec ces mots : « Super Mario Bros. est peut-être le premier vrai “bon film de jeu vidéo” qui ne mélange pas les torchons et les serviettes, porté par une animation quali et une bonne compréhension de son univers. Les fans seront satisfaits. ».
Pour Lise Laroy (La Croix), le film est techniquement « grandiose, destiné à plaire au plus grand nombre avec ses couleurs saturées, offre aussi une belle fluidité narrative et son lot de frissons. Il n’en rabâche pas moins des gimmicks narratifs attendus des fans du jeu vidéo qui alourdissent l’ensemble, mais dont on devine qu’ils ont d’autres fonctions, plus commerciales. ».
Cédric Coppola de Sud Ouest semble apprécier le film. Les références aux jeux seraient un peu trop fréquentes, voire gratuites, « mais le rythme est si effréné qu’on n’a pas le temps de s’ennuyer si l’on connaît a minima, l’univers, le lore de la mascotte de Nintendo. ».
Dans les critiques les plus négatives, on peut citer celle du Parisien, dont le critique Renaud Baronian ne semble pas avoir apprécié le long-métrage. Les graphiques ne sont pas plébiscités par le critique qui y voit un « univers hyperpsychédélique […] procur[ant] des sensations hautement hallucinogènes ». Le studio aurait réussi à plonger le spectateur dans le film façon « un jeu vidéo de la taille d’un écran de cinéma avec, en prime, des effets sonores tonitruants ». De fait, le film n'offre que peu d'intérêt si l'on n'est pas un aficionados de la franchise.
Nicolas Schaller (L'Obs), rejoint son compère du Parisien, notamment sur les graphiques : « entre le Royaume de la Jungle – marketing – et le Royaume champignon – non hallucinogène, hélas −, Mario file à cent à l’heure, les couleurs pètent et l’imagination reste au point mort. Passent trois répliques amusantes. Et une antiphrase : “Ce n’est pas de la pub, c’est du cinéma.” ».
Pour le magazine Première, Sylvestre Picard est déçu déclarant : « En se contentant d’être un produit officiel Nintendo, Super Mario Bros. raconte une histoire à la fois mollassonne (Bowser veut conquérir le Royaume Champignon parce que) et tarte (Mario veut prouver à son papa qu’il vaut quelque chose en tant que plombier -sérieusement ?), le tout rythmé par des tubes des années 80 comme Take on Me. ».

### Box-office
| Pays ou région        | Box-office          | Date d'arrêt du box-office | Nombre de semaines |
| --------------------- | ------------------- | -------------------------- | ------------------ |
| France                | 7 375 873 entrées   | en cours                   | en cours           |
| États-Unis Canada     | 574 934 330 $       | en cours                   | en cours           |
| Chine                 | 4 200 000 entrées   | en cours                   | en cours           |
| Italie                | 2 784 221 entrées   | en cours                   | en cours           |
| Allemagne             | 4 957 709 entrées   | en cours                   | en cours           |
| Royaume-Uni           | 65 903 240 $        | en cours                   | en cours           |
| Japon                 | 81 310 825 $        | en cours                   | en cours           |
| Total hors États-Unis | +785 519 816, USD   | n/a                        | n/a                |
| Total mondial         | +1 360 454 146, USD | n/a                        | n/a                |

Le 6 juin 2023, en franchissant la barre des 1,3 milliard de $ de recette à travers le monde, Super Mario Bros., le film devient le second long-métrage d'animation le plus rentable au monde, derrière La Reine des neiges 2, dépassant La Reine des neiges et ses 1,28 milliard de $.
La question se pose de savoir si Le Roi lion de 2019 doit être comptabilisé ou non. En effet, celui-ci a été entièrement réalisé en image de synthèse, ce qui peut indiquer qu'il est un long-métrage d'animation. Super Mario Bros. resterait donc en troisième position. Mais Disney ayant officiellement enregistré le film comme une réinterprétation en prise de vues réelles, Le Roi lion n'est pas catégorisé en long-métrage d'animation.

#### France
Pour son premier jour d'exploitation en France, Super Mario Bros., le film a réalisé 281 442 entrées, sans avant-première, pour un total de 3 200 séances proposées. Le film se positionne en première place du box-office des nouveautés pour sa journée de démarrage, devant Les Trois Mousquetaires : D'Artagnan (197 224).
Après seulement cinq jours d'exploitation dans les salles françaises, Super Mario devient le film d'animation ayant le plus attiré de spectateurs dans les salles obscures depuis La Reine des neiges 2 en 2019. Au bout d’une première semaine d’exploitation dans les salles françaises, le long-métrage totalise 1 866 914 entrées pour 20 921 séances, se positionnant en première place du box-office, toujours devant Les Trois Mousquetaires : D'Artagnan (1 007 159),. Au moment de sa sortie, il s'agit du meilleur démarrage de l'année 2023 devant Astérix et Obélix : L'Empire du Milieu.
En seconde semaine, le film reste numéro 1 du box-office hebdomadaire avec 1 536 566 d'entrées supplémentaires, toujours devant Les Trois Mousquetaires, soit une baisse des fréquentations de 18 %. Le long-métrage fait légèrement mieux que Les Minions au même stade, 8 ans plus tôt.
Sans attendre l'issue de sa troisième semaine d'exploitation, le long-métrage est déjà une nouvelle fois millionnaire, dès le week-end, avec 1 058 537 entrées supplémentaires — devant Les Trois Mousquetaires : D'Artagnan (455 053)—, pour plus de 4,46 millions d'entrées cumulées. Le film fait alors mieux que l'exploitation totale des Minions 2 (3,87 millions). Deux jours plus tard, après trois semaines complètes, Super Mario Bros., le film dépasse le cumul d'entrées d'Astérix et Obélix : L'Empire du Milieu et devient le film le plus vu de l'année en 2023 dans les salles françaises.
Après quatre semaines d'exploitations, Super Mario Bros., le film continue d'être millionnaire avec 1 079 046 entrées supplémentaires, toujours pour une première place hebdomadaire devant D'Artagnan (411 474).
Au bout de sa cinquième semaine d'exploitation, Super Mario Bros., le film perd sa première place au classement hebdomadaire ; avec 520 061 entrées supplémentaires — soit une baisse d'exploitation de 52 %, le film perd sa couronne au profit de la nouveauté Les Gardiens de la Galaxie Vol. 3 (1 323 124), et reste toujours suivi par D'Artagnan (240 564). Au même stade de exploitation, Super Mario fait mieux que Les Minions, qui reste, au moment de sa sortie, le plus gros succès du studio Illumination en France avec 6,6 millions d'entrées,. C'est en sixième semaine que ce record est battu en atteignant les 6 649 836 d'entrées,.
Après 8 semaines d'exploitations en France, Super Mario Bros. réussit à franchir le palier symbolique des 7 millions d'entrées (7 001 701 d'entrées cumulées). Au même stade d'exploitation que La Reine des neiges 2, le film fait 200 000 entrées de moins.

#### Amérique du Nord
Après cinq jours d'exploitation dans les salles obscures américaines, Super Mario Bros. se positionne premier du box-office hebdomadaire avec plus de 204 millions de dollars, dont 146,4 rien que pour les trois jours du week-end, devant John Wick 4 et ses 14,6 millions de dollars.
À l'issue de son second week-end d'exploitation, le long-métrage reste leader du box-office nord-américain devant L'Exorciste du Vatican avec Russell Crowe. Le film est aux alentours des 347 millions de dollars le 16 avril 2023. La semaine suivante, le film reste encore à la première position du box-office en ayant « engrangé 58,2 millions de dollars […] au cours du week-end du 22-23 avril », devant Evil Dead Rise (23,5 millions $) et The Covenant (6,3 millions $). À ce moment-là, il s'agit du « 7e meilleur troisième week-end de tous les temps, et le premier pour un film d’animation (sur le sol américain) ».
Super Mario perd sa position de leader au bout de son cinquième week-end d'exploitation. Avec 18,6 millions de $ de recette, pour 3 909 écrans — soit une baisse d'exploitation de 54 %, le long-métrage d'animation cède la première place à la nouveauté Les Gardiens de la Galaxie Vol. 3 et ses 114 millions de $ de recette, pour 4 450 écrans. Au niveau mondial, le film dépasse les 1,15 milliard de $.

#### Japon
Après son premier week-end d'exploitation, Super Mario Bros., le film engrange 1,8 milliard de ¥, soit dans les environs de 14 millions d'€. Au bout de 3 semaines, le long-métrage d'animation passe la barre symbolique des 10 milliards de ¥, soit dans les environs des 66,6 millions d'€ pour plus de 7 millions de spectateurs.

### Controverse
La sortie des premières images est accueillie favorablement, bien qu'une partie du public nord-américain se montre sceptique concernant le choix de la voix de Mario, incarné par Chris Pratt, certains affirmant même préférer la performance de Pierre Tessier en version française, plus proche de la voix des jeux vidéo,. Cette réception relance dans les semaines qui suivent une critique récurrente outre-Atlantique, ce qui pousse l'acteur doublant le personnage à se justifier :

« J’ai travaillé de très près avec les réalisateurs et essayé plusieurs choses avant d’arriver à quelque chose dont je suis très fier. J’ai hâte que les spectateurs voient et entendent ça. C’est un doublage de film d’animation, pas un film en live action […] Je ne vais pas porter une tenue de plombier à travers tout le film. Je fournis une voix pour un personnage animé, actualisée (la voix, ndlr) »

— Chris Pratt
Ces critiques poussent plusieurs personnalités à prendre position, à l'instar de la comédienne Tara Strong qui publie sur compte Twitter une photo d'elle et de Charles Martinet avec ce commentaire : « It should be Charles » (« Ça aurait dû être Charles »).
L'acteur John Leguizamo, incarnation du personnage de Luigi dans le film live de 1993, rejoint aussi la critique en n'apportant pas son soutien au casting vocal dans son ensemble. Il critique plus précisément le choix de Charlie Day pour la voix de son personnage dans le film d'animation. De fait, les studios ont choisi de ne donner aucun rôle principaux à des acteurs ou actrices d'origine latine, ce qu'il regrette, allant jusqu'à faire un parallèle avec son casting pour le film de 1993 :

« Ils se sont vraiment battus [les réalisateurs du film live], et c'était une vraie avancée. Qu'ils fassent marche arrière et ne choisissent pas un autre acteur de couleur, ça craint. […] Beaucoup de gens aiment l'original. J'ai participé au Comic Con de New York et Baltimore, et tout le monde m'a dit qu'ils aimaient l'ancien Luigi. »

— John Leguizamo
Une autre critique fait également rapidement son apparition après la diffusion de la première bande-annonce : les fesses de Mario sont jugées trop plates par rapport à celles du personnage dans les jeux vidéo.

## Distinctions

### Nominations
- Golden Globes 2024 : 
  - Meilleur film d'animation
  - Meilleure chanson originale pour Peaches (Jack Black, Aaron Horvath, Michael Jelenic, Eric Osmond, John Spiker)
  - Accomplissement cinématographique et financier

## Autour du film

### Record de lancement d'exploitation
Au moment de sa sortie, Super Mario Bros., le film bat un double record pour sa première semaine de démarrage. Avec 377 millions de dollars de recette mondiale pour sa semaine de démarrage, le long-métrage d'animation bat le record du meilleur démarrage pour un film de cette catégorie, jusque-là détenu par La Reine des neiges 2 (358,5 millions de dollars). Aux États-Unis, le film bat également ce record détenu par le second volet de La Reine des neiges en engrangeant 204,6 millions de dollars contre 120 millions. De plus, avec 15 % de ses recettes brutes produites au format IMAX pour son premier week-end aux États-Unis, soit 21,6 millions de dollars, le film constitue là un nouveau record pour un film d'animation dans ce format à son démarrage.
À l'échelle mondiale toujours, le film fait le meilleur lancement 2023 au moment de sa sortie, devant Ant-Man et la Guêpe : Quantumania (225,3 millions de dollars), et le meilleur lancement pour un film des studios Illumination devant Moi, moche et méchant 2 sorti en 2013 et ses 208 millions de dollars,.

### Record pour une adaptation de jeu vidéo
Aux États-Unis, fort de ses cinq premiers jours qui lui ont rapporté plus de 204 millions de dollars, The Super Mario Bros. Movie devient l'adaptation d'un jeu vidéo la plus rentable devant l'exploitation totale de Sonic 2, le film en 2022 (190,8 millions de $), Pokemon : Détective Pikachu en 2019 (144,1 millions de $) ou de Ralph 2.0 en 2018 (201 millions de $).

### Le cap du milliard de dollars
Après 26 jours d'exploitation à l'international, Super Mario Bros., le film franchit la barre symbolique du milliard de dollars de recette. Pour l'année 2023, il est le premier long-métrage à atteindre ce palier,.
À côté de ce record, le film d'animation devient le 5e long-métrage milliardaire depuis la pandémie du Covid-19, derrière les films Top Gun : Maverick, Spider-Man: No Way Home, Jurassic World : Le Monde d'après et Avatar : La Voie de l'eau. À ce moment-là, il est également le 10e long-métrage d'animation le plus rentable au monde, dépassant d'autres productions des studios Illumination — tel Moi, moche et méchant 2 ; Super Mario Bros., le film devient aussi la 3e production d'Illumination à franchir ce cap du milliard,.

### Version japonaise
Le producteur Shigeru Miyamoto a révélé que le film sorti au Japon bénéficie d'un script légèrement différent de celui des pays occidentaux. Dès le début de la production, les équipes du film eurent l'idée de faire un double scénario afin de gommer une partie des traits d'humour qui auraient été difficilement compréhensible pour le public japonais. Néanmoins, les modifications ne sont pas conséquentes, mais du registre du détail. Des projections de la version japonaise ont eu lieu aux États-Unis le 28 avril 2023, dans les villes de Los Angeles, New York et San Franscisco.

### Différences avec les jeux vidéo
Bien que le film s'efforce de respecter au maximum l'univers de la série Super Mario à travers de très nombreuses références, son scénario prend quelques libertés par rapport aux différents jeux vidéo de la saga :
- Le rôle de la Princesse Peach rompt avec les clichés de la demoiselle en détresse, kidnappée à de multiples reprises par Bowser et ses sbires dans la série vidéoludique. Véritable aventurière, elle fait preuve d'un caractère plus mature, téméraire et héroïque qui se traduit entre autres par un timbre de voix plus grave, s'exprimant sur un ton calme, posé et assuré.
- Les transformations procurées par les champignons agissent en ingurgitant ces derniers et non en les touchant directement, contrairement au reste des pouvoirs spéciaux dans le film qui prennent effet à partir d'un simple contact de la main avec les différents objets.
- Le film a retiré de nombreux traits positifs de Bowser, rendant sa version cinématographique beaucoup plus hargneuse, cruelle et détestable :
  - Dans les jeux, il semble éprouver une réelle affection pour la Princesse Peach, car il ne porte jamais atteinte à son intégrité physique, ni ne fait usage d'attaques fatales s'il est confronté à elle. Dans le film, il tente de la tuer dès qu'elle rejette sa demande en mariage.
  - Il respecte Mario en tant qu'ennemi juré dans les jeux, faisant parfois équipe avec lui et ses amis pour contrer des menaces plus dangereuses. Dans le film, il le déteste viscéralement avant même de l'avoir rencontré, au seul motif que celui-ci a été recueilli par Peach.
  - Il est très attaché à son fils Bowser Jr. qui est aux abonnés absents dans le film.
  - Il prend soin de son armée dans les jeux vidéo alors que, dans le film, il maltraite ses serviteurs et ne se soucie que de lui-même.
  - S'il a des moments comiques dans les jeux, ceux du film n'enlèvent presque rien à son caractère machiavélique et antipathique, car l'ensemble des autres personnages le prennent au sérieux la plupart du temps.
- Donkey Kong est le petit-fils de Cranky Kong dans les jeux alors qu'il est son fils dans le film.
- La perte de vie n'étant pas figurée dans le film, Mario retrouve sa taille normale lorsqu'il est attaqué sous la forme de Mini Mario, tandis que cet état garantit la perte d'une vie en cas d'accident dans les jeux vidéo.
- Luigi est plus petit dans le film que dans les jeux vidéo où il dépasse légèrement son frère Mario en taille, tout en restant plus mince que ce dernier.
- Bien que Yoshi soit présent dans le film, il ne fait qu'une très brève apparition alors qu'il joue un rôle plus important dans les jeux.
- Le Goinfre Luma bleu ne porte aucun objet dans le film, tandis qu'il est toujours vu en train de tenir des objets dans les jeux vidéo.
- Comme dans Super Mario Odyssey, Pauline et Mario semblent ne pas se connaître, et celle-ci étant la mairesse de Brooklyn (ainsi que la maire de New Donk City dans le jeu précité), elle vit dans le monde des humains sans avoir eu le moindre contact avec Mario et Donkey Kong contrairement à leur premier jeu.
- Le scénario du film ne semble pas tenir compte de l'histoire de Bébé Mario, Bébé Luigi, Bébé Peach et Bébé Bowser dans la série de jeux Yoshi's Island, où ils sont livrés à leurs parents respectifs par des cigognes et ont déjà un premier contact entre eux dans l'intrigue de Yoshi's Island DS.
- Le système du deltaplane de Mario Kart 7 semble pouvoir se déployer de manière indépendante, au moment souhaité par le pilote, tandis qu'il est nécessaire d'effectuer un saut depuis un tremplin spécial pour l'enclencher dans les jeux de la série.
- Lors de la séquence du film faisant référence à Mario Kart, aucune boîte à objets ne distribue d'armements aux pilotes, les carapaces vertes et son homologue bleue provenant directement des Koopas qui poursuivent Mario et l'armée des Kongs.
- Outre le pouvoir d'invincibilité, la Super Étoile confère à Mario et Luigi la capacité de bondir jusqu'à plusieurs centaines de mètres d'altitude, ce qui n'est pas le cas dans les jeux de la licence.